# Eugenio de Trebisonda
San Eugenio (en griego: Άγιος Ευγένιος) fue martirizado bajo Diocleciano y un culto dedicado a él se desarrolló en Trebisonda. Eugenio junto de los mártires San Cándido, Valeriano y Aquila fueron perseguidos «durante el reinado de Diocleciano (284-305) y Maximiano (305-311)» bajo el líder militar Lycius. Ellos fueron golpeados y quemados. Los gobernantes Comnenos del Imperio de Trebisonda adoptaron al santo como patrono de su país. Su imagen aparece con frecuencia en las monedas trapisondesas. El culto y peregrinación nunca se desarrolló más allá de las fronteras de Trebisonda, aunque Alejo III construyó el monasterio de Dionisio en el Monte Athos en 1374.